# Eriaphytis orientalis
Eriaphytis orientalis is een vliesvleugelig insect uit de familie Aphelinidae. De wetenschappelijke naam is voor het eerst geldig gepubliceerd in 1972 door Hayat.